# Rentierfell

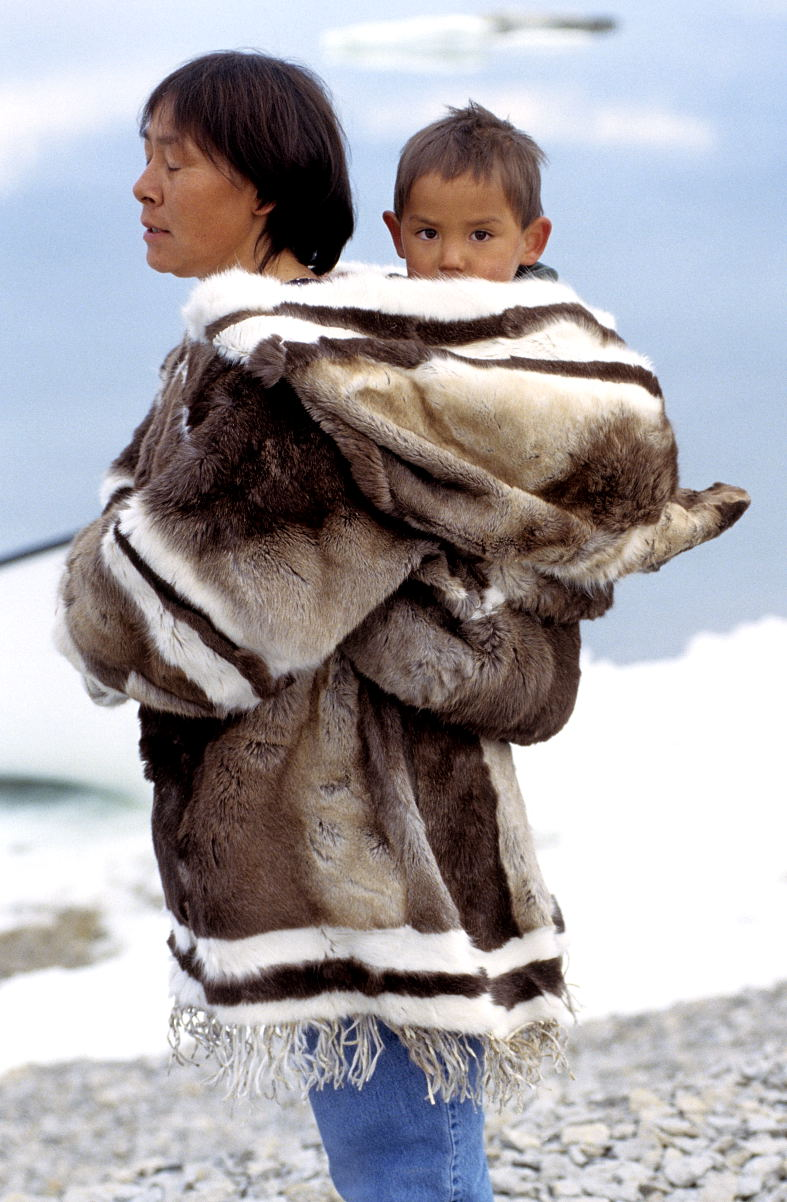
Inuit-Frau im Amauti aus Rentierfell, Iglulik (1999)

Das Ren beziehungsweise Rentier lebt fast überall um den Polarkreis, im Sommer in den Tundren und im Winter in der Taiga Nordeurasiens und Nordamerikas sowie auf Grönland und anderen arktischen Inseln. Von den verschiedenen Unterarten, auch von den Hirscharten, ist allein das nordeuropäische Ren zu einem wirklichen Nutztier geworden. Der Rauchwarenhandel war zeitweilig am leichtledrigen, weichen, glänzend braunen, mitunter moirierten Rentierfell europäisch-asiatischer Jungtiere interessiert, das unter der Bezeichnung Pijiki im Handel war. Die Felle ausgewachsener Rentiere sind ein beliebtes Mitbringsel von Nordlandfahrten, sie werden außerdem für Innendekorationszwecke und Vorleger exportiert. Die Felle der in Amerika caribou (deutsch: Karibu) genannten nordamerikanischen Rentiere werden in noch geringerem Umfang ebenfalls als Dekorationsfelle und nicht für Kleidungszwecke genutzt. Lediglich die indigene Bevölkerung nähte sich Überkleidung aus Fellen ausgewachsener, langhaariger Rentiere, oft mit Seehundfell oder Polarfuchsfell zusammen verarbeitet, Trachten, wie sie auch heute noch bei besonderen Anlässen getragen werden.
Der Haltbarkeitskoeffizient für Rentierfelle wird mit 20 bis 30 Prozent angegeben. In einer Einteilung der Pelzarten in die Haar-Feinheitsklassen seidig, fein, mittelfein, gröber und hart wird das Haar des Ren-Jungtieres (Pijiki) als fein eingestuft.
Für die Vorkommen wildlebender Rene bestehen landschaftlich unterschiedliche Schutz- und Jagdbestimmungen, von der indigenen Bevölkerung dürfen sie in der Regel bejagt werden. Rentiere gelten als nicht gefährdete Art.

## Fell

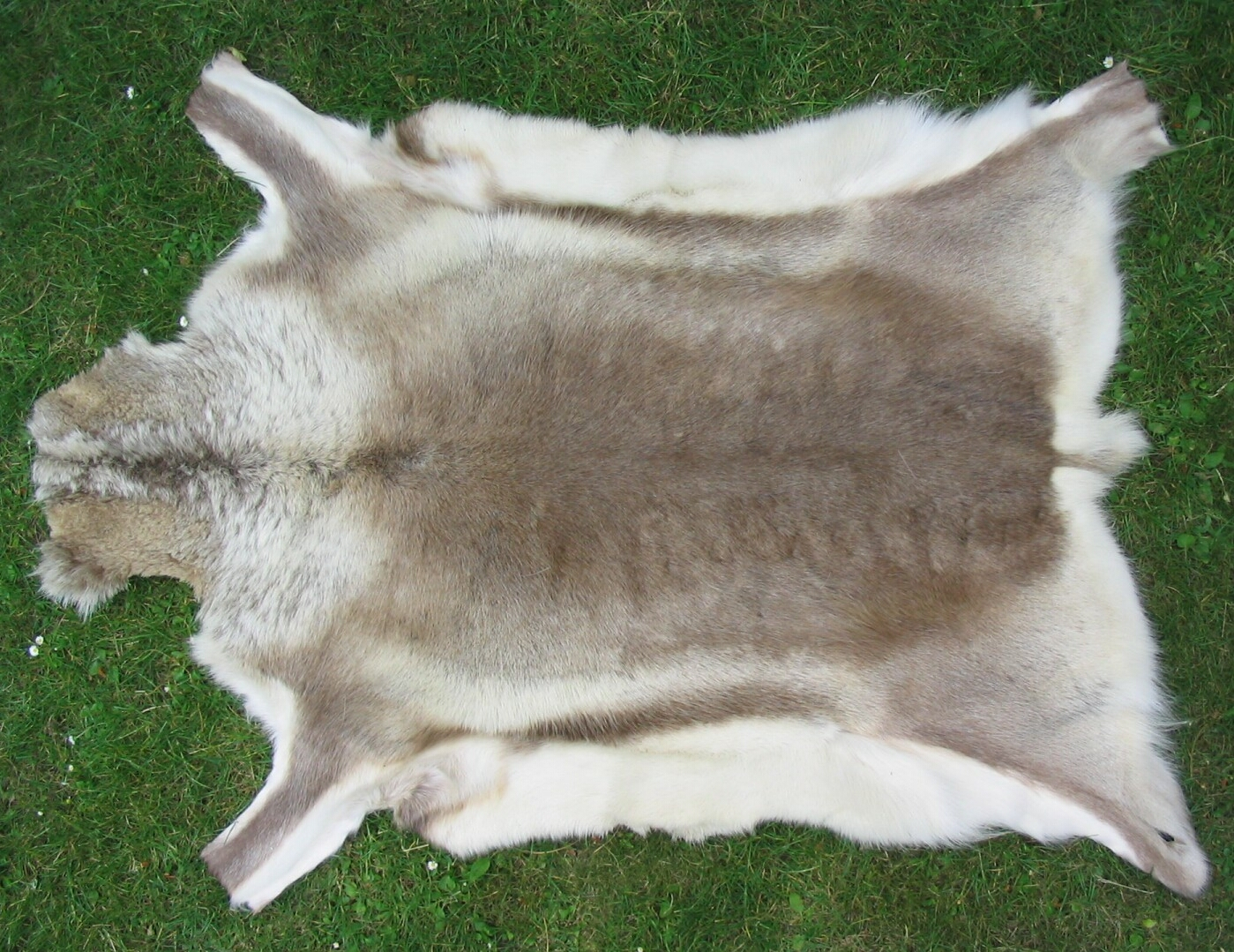
Skandinavisches Rentierfell

Es werden je nach Lehrmeinung zehn bis zwanzig Unterarten des Rentiers unterschieden. Herkömmlich wurden sie oft in zwei Hauptformen aufgeteilt, zum einen in Tundrarentiere und zum anderen in sogenannte Waldrentiere.
Die Kopfrumpflänge des Rens erreicht 1,30 bis 2,20 Meter, die Schwanzlänge 7 bis 20 Zentimeter, die Weibchen sind kleiner. Waldrene sind meist größer als Tundrarene; Karibus mächtiger als Rene.
Zwischen den Geschlechtern besteht kein Unterschied in der Fellfarbe. Das Sommerhaar ist schokoladenbraun bis graubraun. Die Spiegel sind verhältnismäßig klein und weiß (einschließlich der Schwanzunterseite). Ebenfalls weiß sind der Halsbehang und die Haare am Huf, öfter auch die Halsseiten, meist sind sie jedoch hellbräunlich. Die Unterschiede bei der Sommerfärbung sind gering, sowohl zwischen den einzelnen Tieren als auch zwischen den verschiedenen Lebensräumen. Die kontrastreichere Winterfärbung variiert dagegen beträchtlich. Normalerweise sind dann die Kopfoberseite, der Rücken, die Kruppe und die Läufe graubraun, die Kopfunterseite, der Hals mit Behang, die Flanken, die Spiegel und die Behaarung am Fuß dagegen weiß bis lichtbräunlich. Im Winter wird das Fell meist heller, da sich die dunklen Spitzen der im Übrigen sonst hellen Grannenhaare abnutzen oder durch die Sonne ausbleichen. Selbst anfangs sehr dunkle Exemplare können deshalb zum Ausgang des Winters fast weiß sein. Bei domestizierten Rentieren kommen schwarze, graue, blaue, weiße und vielfältig gescheckte oder gefleckte Exemplare vor. Die auf hocharktischen Inseln Kanadas, vor allem auf der Ellesmere-Insel, lebenden „Peary-Karibus“ tragen sogar ganzjährig ein fast rein weißes Fell. Wilde Pijiki sind heller als zahme. Das Haar ist leicht brüchig, das Leder derb.
Die dicht stehenden, fest verfilzten Grannenhaare sind stark abgeplattet, zugespitzt und sehr kräftig. 9/10 ihres Querschnittes sind mit Luftvakuolen ausgefüllt. Dieser besonders wärmedämmende Haaraufbau ist die Ursache der großen, für Hirscharten typischen Haarbrüchigkeit, die beim Ren jedoch noch stärker ausfällt. Die Grannenhaarlänge beträgt an den Körperseiten 5, am Rücken 9, am Kreuz 10 und am Behang der Halsunterseite bis 30 Zentimeter. Auch die Nasenspitze ist behaart. Wesentlich stabiler und elastisch sind die Haare an den Gliedmaßen und die längeren Haare an und unter den Klauen. Das Wollhaar ist dünn und gekräuselt, es steht ebenfalls sehr dicht. Die Wollhaare enthalten, ebenso wie die kurzen Grannenhaare im Sommer, nur in geringem Umfang oder gar keine Luftvakuolen. Dies gilt auch für Jungtiere bis zum Alter von einem Monat.
Der Haarwechsel findet nur einmal im Jahr statt, dauert aber lang an. Er setzt im März ein, meist fällt zuerst die Unterwolle aus. Der Höhepunkt der Haarung liegt im Mai/August, der Abschluss im August. Das kurze Sommerhaar besteht hauptsächlich aus dichter Unterwolle, die sich ab Mai neu bildet, sowie aus kurzen Grannenhaaren. Die Grannen wachsen im August stark nach und überlagern bald die Unterwolle.

## Geschichte, Handel, Verarbeitung

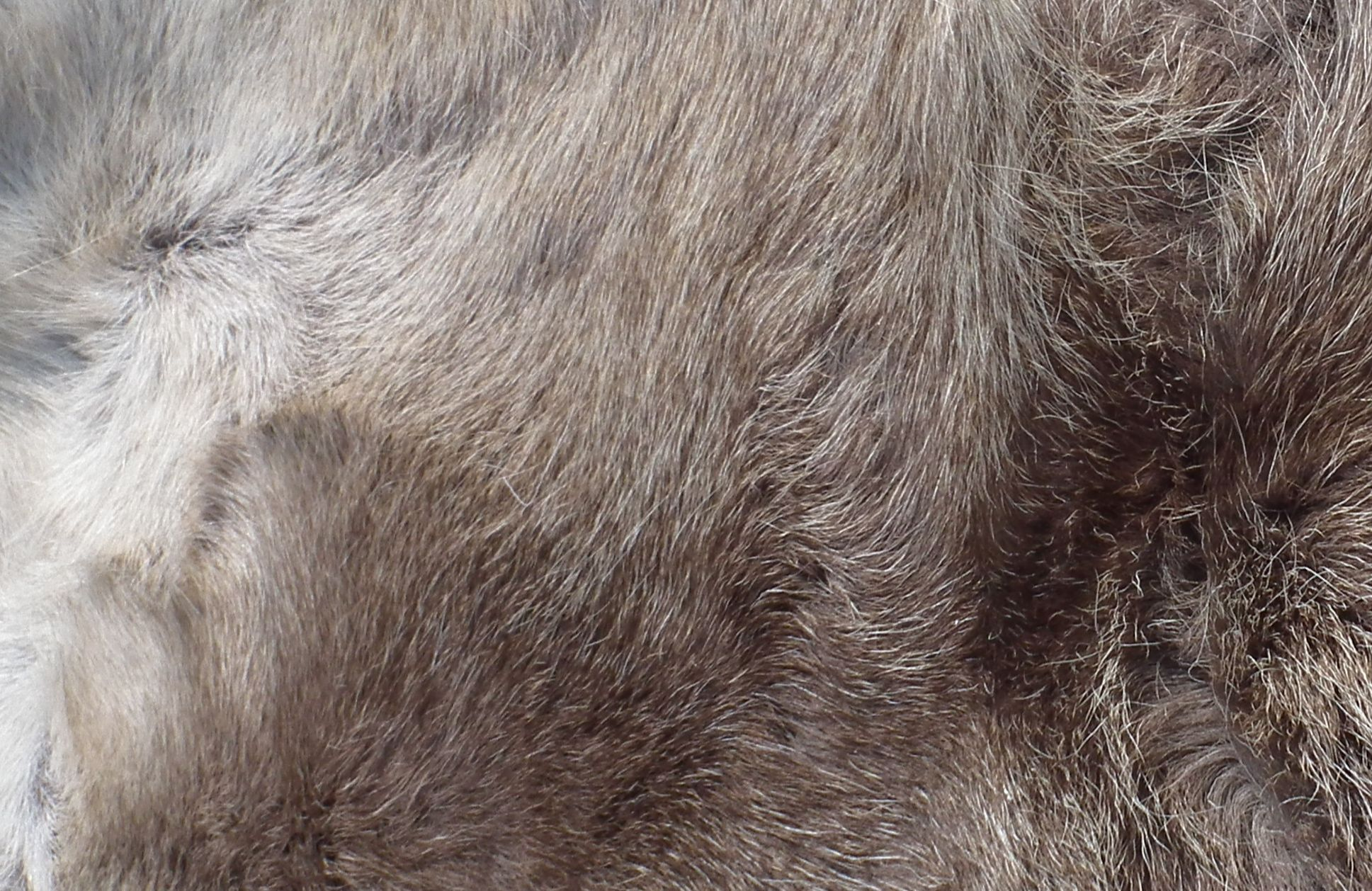
Rentierfell, Teilansicht

Die Domestizierung des eurasischen Rens begann etwa 700 bis 500 Jahre vor unserer Zeitrechnung. In Nordamerika fand sie nicht statt, erst in der Neuzeit wurden verschiedentlich, erstmals 1898, erfolgreich zahme eurasische Rentiere eingeführt.
Für die Pelzverarbeitung kommen die Felle verschiedener Altersstufen der Jungtiere infrage, sie waren unter der Bezeichnung Pijiki im Handel (frühere Schreibweisen auch Pijiky, Pijicki, Piyiki): Zum einen waren es die Felle von wenige Tage alten Tieren. Diese haben eine Länge von etwa 50 Zentimeter. Ihr Haar ist mittellang, dicht, weich und modebraun. Eine Handelsbezeichnung für Felle von gerade erst geworfenen Rentierkälbern war „Renno“. Auch die Felle von Frühgeburten wurden genutzt. Während Gewerbeoberlehrer Friedrich Kramer 1937 meint, dass nur die Felle der ganz jungen Tiere für die Kürschnerei brauchbar seien, schreiben die Pelz-Fachautoren Dathe/Schöps im Jahr 1986, dass die Decken von vier- bis sechsmonatigen Kälbern bevorzugt wurden. (Pyshiks = Pijiki). Aber auch bis zu einem Jahr alte Kälber lieferten, laut Dathe/Schöps, noch feine, teils seidige Felle (Nebljuis, Felllänge bis 80 cm). Die Tiere wurden im Sommer erlegt, während des Wechsels zu einem neuen Haarkleid, die grobe Granne ist dann noch nicht ausgebildet. Genutzt wurden nur die Rentiere eurasischen Herkommens. Pelzbekleidung aus Pijikifellen war, im Rahmen des geringen Fellanfalls, zeitweilig recht beliebt. Pijiki wurde zu Automobilpelzen, Fellhemden, Besätzen, Mützen, Mänteln, Jagdröcken, Sportjacken und Ähnlichem verarbeitet. Nach dem Zweiten Weltkrieg ist der ohnehin nie sehr häufige Artikel noch seltener geworden, ob in den letzten Jahrzehnten überhaupt noch eine Anlieferung stattfand scheint nicht bekannt zu sein.
Die besten Decken (Felle) ausgewachsener Tiere sind die aus dem Herbst und dem beginnenden Winter. Das Herbsthaar ist kürzer und weniger brüchig. Dunkle Felle werden als besonders schön empfunden. Aus Rentierfellen gearbeitete Pelze halten zwar sehr warm, sind wasserabweisend und bieten einen guten Windschutz, haben aber wegen der durch die brüchigen Grannenhaare schlechten Strapazierbarkeit nur einen geringen Gebrauchswert, ihre Haltbarkeitsdauer wird mit „höchstens ein Jahr“ angegeben. Deshalb werden die Felle außerhalb der Ursprungsgebiete kaum für Jacken oder Mäntel verwendet, sondern dazu fast nur von den Tierhaltern oder einheimischen Jägern selbst genutzt (Eskimos, Samen, Samojeden und andere). Eine fünf- bis sechsköpfige Familie soll etwa 30 Felle jährlich für Kleidungszwecke verbraucht haben. Nach Angaben russischer Polarforscher bedurfte eine Familie nordasiatischer Nomaden von sechs Köpfen etwa 300 Rentiere, um „bei einiger Behaglichkeit und in mäßigem Wohlstand“ davon leben zu können. Zwar sind hinsichtlich der Nationaltracht bei den einzelnen polaren Völkerstämmen gewisse Unterschiede vorhanden, so ist die Art der Kleidung doch fast überall gleich: Über dem Parka, einem inneren Anzug mit der Fellseite nach innen, wird eine Überbekleidung mit der Behaarung nach außen getragen, wobei das weiße Bauchfell als Verzierung eingesetzt wird. Von Bewohnern des hohen Nordens werden Rentierfelle immer noch zu traditioneller Kleidung verarbeitet, sie dienen oder dienten außerdem als wärmende Schlittendecken und als Bodenunterlage in ihren Winterzelten. Charakteristisch für die Frauen der Eskimos war der, auch heute noch bei Festlichkeiten getragene, mit Intarsien geschmückte Karibu- oder Robbenfell-Amauti mit der großen Kapuze, unter der sie auf dem Rücken ihre Säuglinge trugen (nicht in der Kapuze). Die Rückenerweiterung für das Baby war mit einer wiederverwendbaren „Windel“ aus Karibufell oder mit Moos gefüttert. Die besten Stiefel in der von den Samen entwickelten Finnenschuh-Machart (norw. Finnsko, engl. Finnesko) werden aus Pelz von den Beinen der Rentiere hergestellt. Geschorene Karibufelle werden für Eskimostiefel und von den Eskimos auch als Parkabesatz genutzt.
Pelzhändler Francis Weiss beschrieb, dass sibirische Stämme und ihre Nachfolger, wie die Tschuktschen, Ewenen, Tungusen und Jakuten schon seit uralten Zeiten Vorläufer der späteren Boas aus Rentierfellen herstellten, indem sie diese in Längsrichtung zusammenfalteten und hintereinandernähten. In der Gegend um Rankin Inlet, Kanada sind die Frauen- und Männerhandschuhe entsprechend ihrer Rolle im sozialen Bereich und bei der Arbeit geschnitten. Frauenhandschuhe fertigt man, wegen des eleganten weißen Streifens, aus den Vorderbeinen der Karibus. Die Männerhandschuhe werden aus den wärmeren Hinterbeinen gearbeitet, an den Spitzen abgeschnitten, um den Bau von Iglus und das Jagen zu erleichtern. Für die Kinder benutzt man das weiche, kurzhaarige Fell der Karibukälber.
Rentierhaare wurden zur Füllung von Rettungswesten benutzt, weil sie leichter als Kork sind. Eine Jacke mit gestepptem, mit Rentierhaar gefülltem Futter hält einen erwachsenen Mann über Wasser. Aus den Alttierfellen werden außerhalb der Ursprungsländer keine größeren Bekleidungsstücke gearbeitet, sie werden zu Auflegern, Bettvorlegern, Schlafsäcken, Skifellen, Taschen, Schuhen und Handschuhen verarbeitet, in ihrer Heimat früher auch zu Zeltabdeckungen. Außerdem werden die Felle der Altrene an Touristen verkauft oder gehen, vor allem aus Finnland, in den Häutehandel. Ein Fachbuch sagt sogar: „Die Felle ausgewachsener Renntiere sind nur zur Herstellung von Decken und Vorlegern brauchbar, aber auch dafür nicht immer“. Aus den nicht mit dem Haar verwendeten Decken erwachsener Tiere wird ein hervorragendes Sämischleder gegerbt, für Kleidung und Schuhe, ehemals auch für feine Bettunterlagen.
Der Leipziger Rauchwarenhändler Arthur Hermsdorf meinte, dass Pijikifelle wohl etwa in den 1920er Jahren erstmals Eingang in die westliche Pelzmode fanden, gezeigt von der Pariser Firma Ruzé.
Die als Pijiki gehandelten Jungtierfelle wurden unterschieden in:
Felle von Frühgeburten: flach im Haar (1 Zentimeter)
Felle von Milchkälbern: solange sie säugen, tragen sie ein glänzendes, leichtes, seidiges Haar. Nur vereinzelt kommen moirierte Felle vor.
Felle von Grasfressern (Niebliouy), die aufgehört haben, nur Muttermilch zu sich zu nehmen.
Eine Besonderheit ist die Sortierung in drei Qualitäten, die sich nach der Anzahl der Löcher richtet, die die Larve der Bremsfliege, Engerling genannt, hinterlassen hat:
1. Sorte bis zu 10 Engerlinge, 2. Sorte bis zu 20 Engerlinge und die 3. Sorte bis zu 40 Engerlinge.
Die Rohfellanlieferung geschieht für alle Altersstufen offen, nicht rund abgezogen.
Im Jahr 1965 wurde der Fellverbrauch für eine für einen Pijikimantel ausreichende Felltafel mit 16 bis 22 Jungtierfellen angegeben (sogenanntes Mantel-„Body“). Zugrunde gelegt wurde eine Tafel mit einer Länge von 112 Zentimetern und einer durchschnittlichen Breite von 150 Zentimetern und einem zusätzlichen Ärmelteil. Das entspricht etwa einem Fellmaterial für einen leicht ausgestellten Mantel der Konfektionsgröße 46 des Jahres 2014. Die Höchst- und Mindest-Fellzahlen können sich durch die unterschiedlichen Größen der Geschlechter der Tiere, die Altersstufen sowie deren Herkunft ergeben. Je nach Pelzart wirken sich die drei Faktoren unterschiedlich stark aus.
Pijikifelle wurden naturfarben und gefärbt verarbeitet (meist zobelfarbig).

Rentierkleidung der einheimischen Bevölkerung
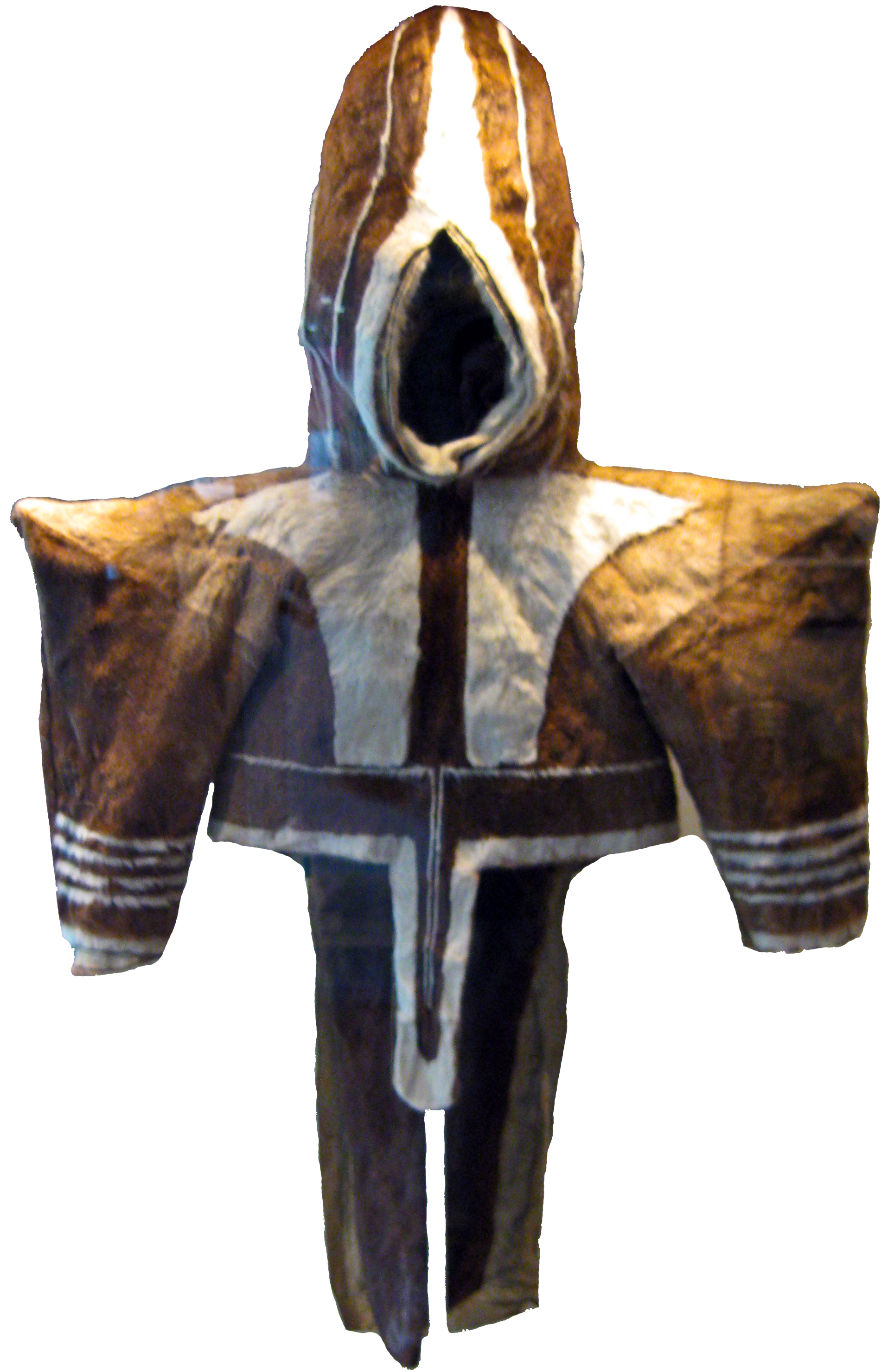
Frauenparka der Inuit aus Pijiki-Sommerfellen (Nordamerika, Anfang 1900)
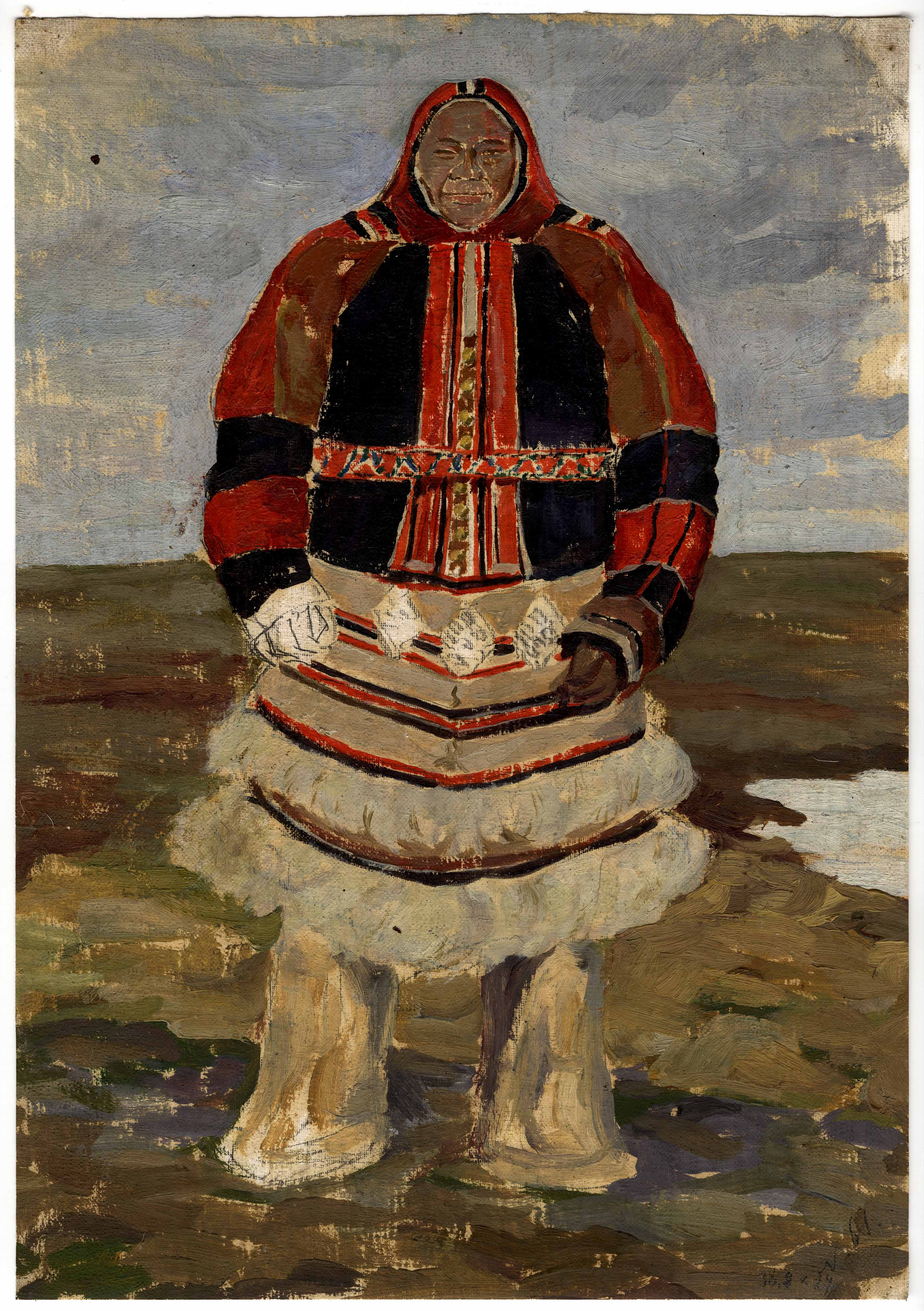
Maliza (Überwurf) eines Awam-Samojeden
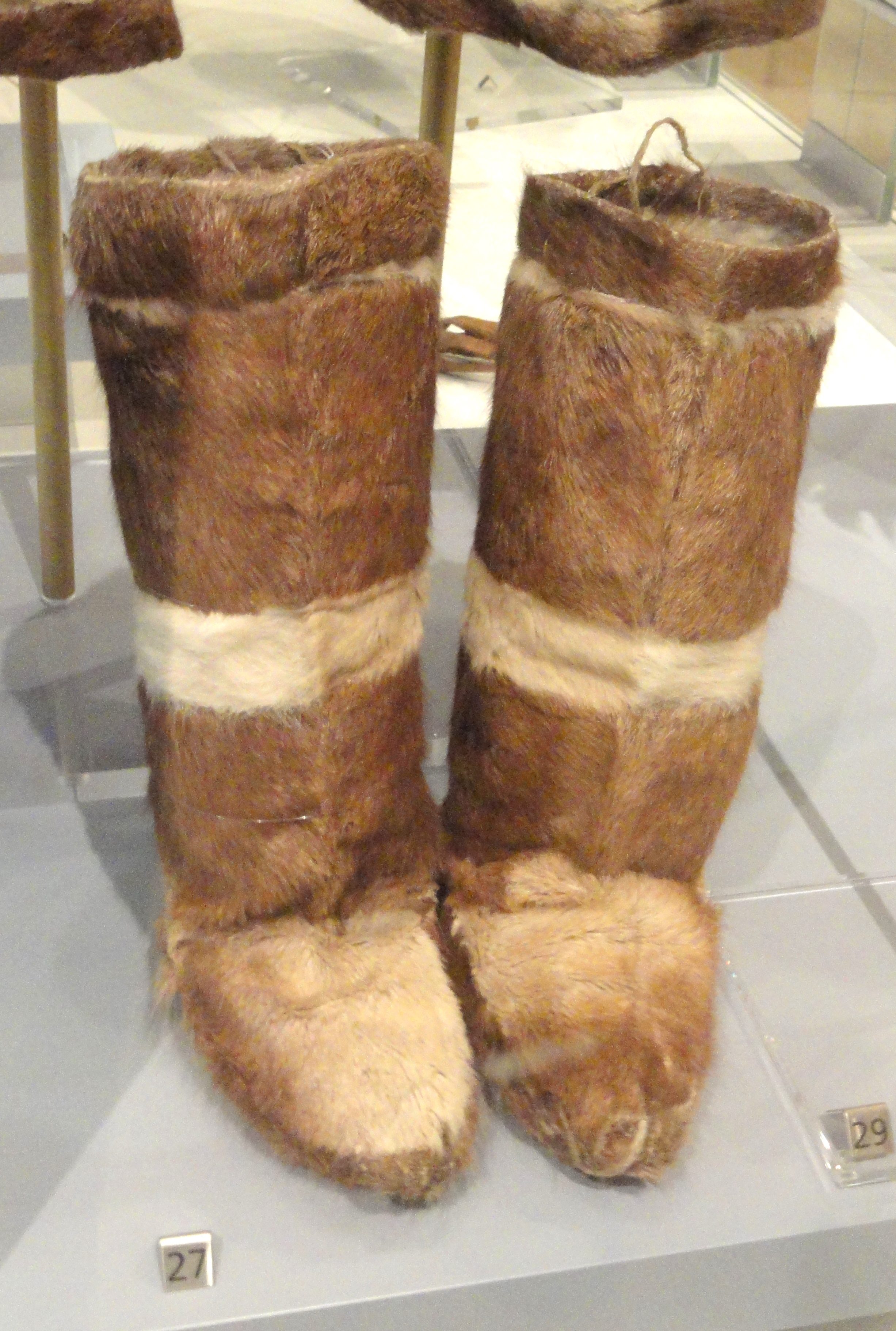
Inuit-Mädchenstiefel (Nordamerika, 1910–1914)
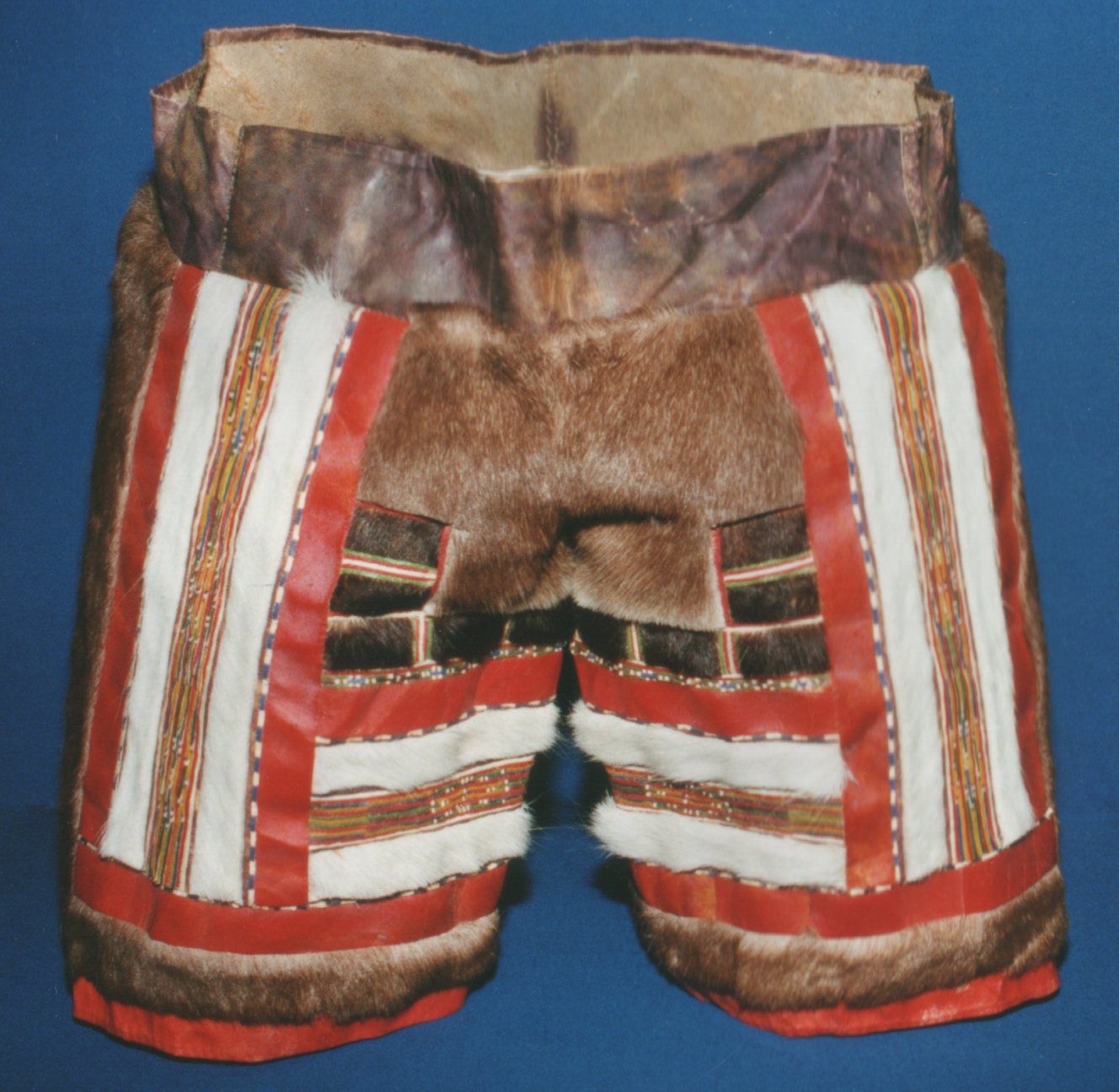
Shorts (Grönland)
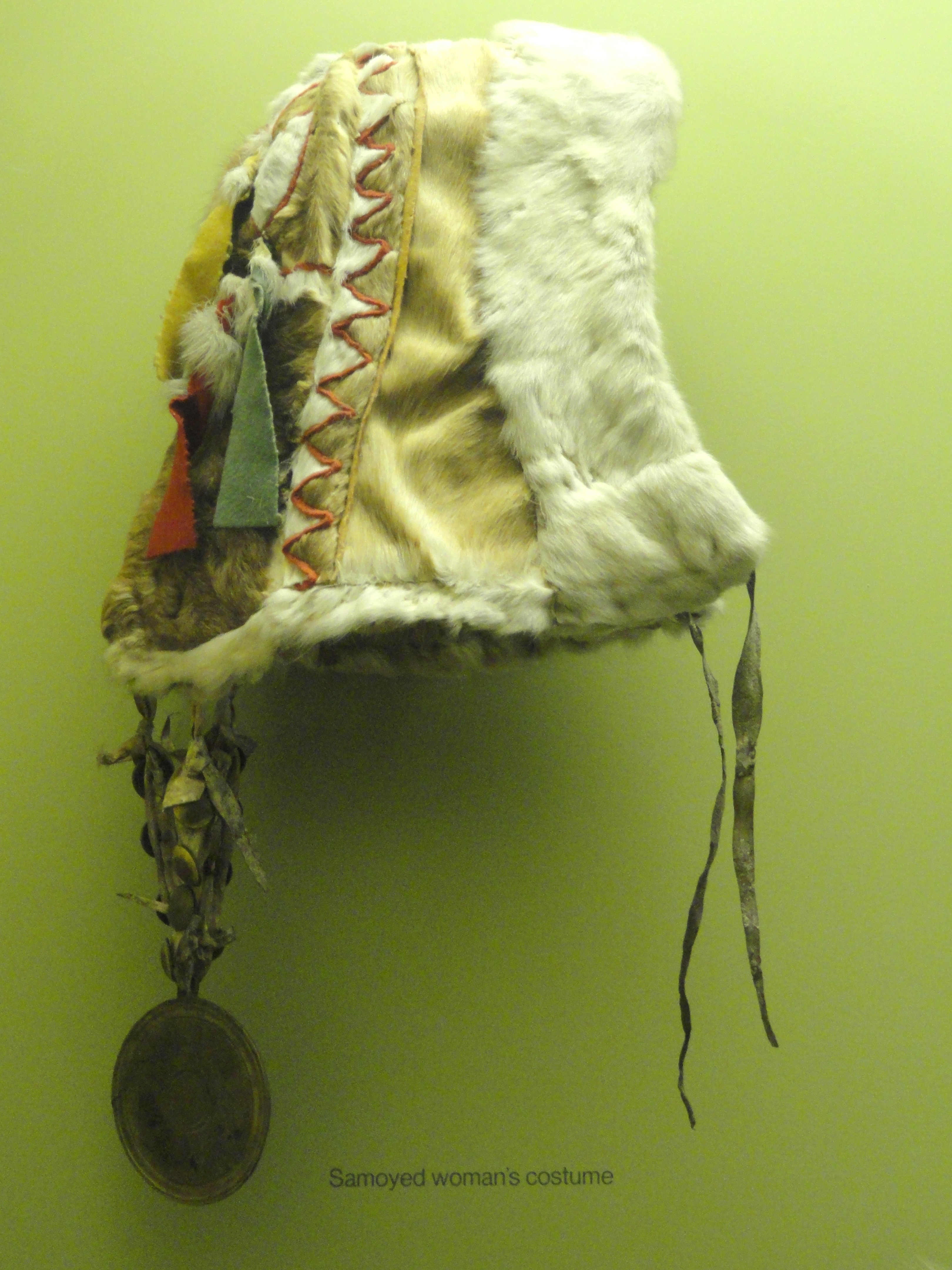
Frauenmütze (Nordamerika)

Produkte aus Rentierfell
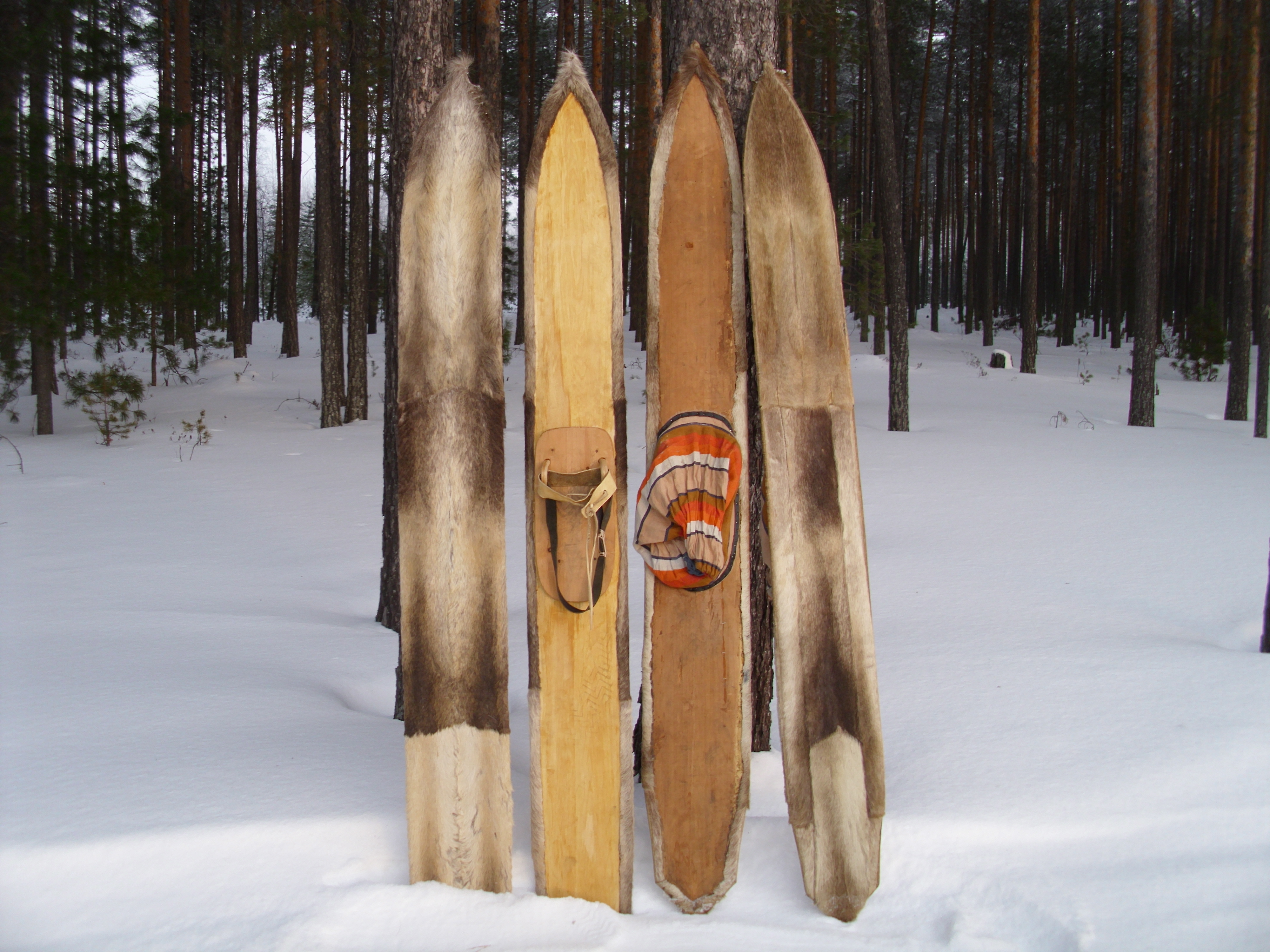
Skibezüge (Chanten)
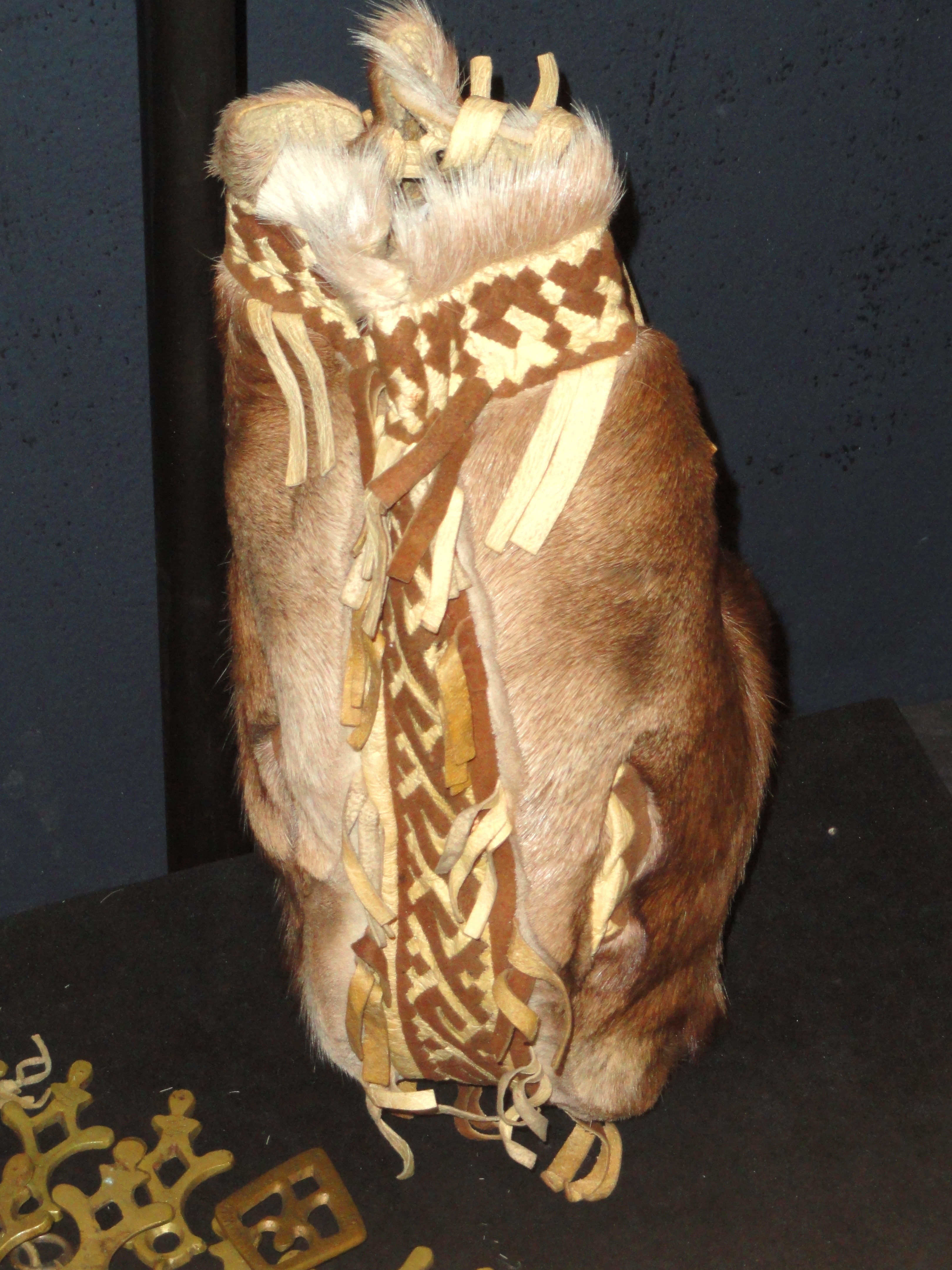
Beutel (Chanten, Westsibirien)
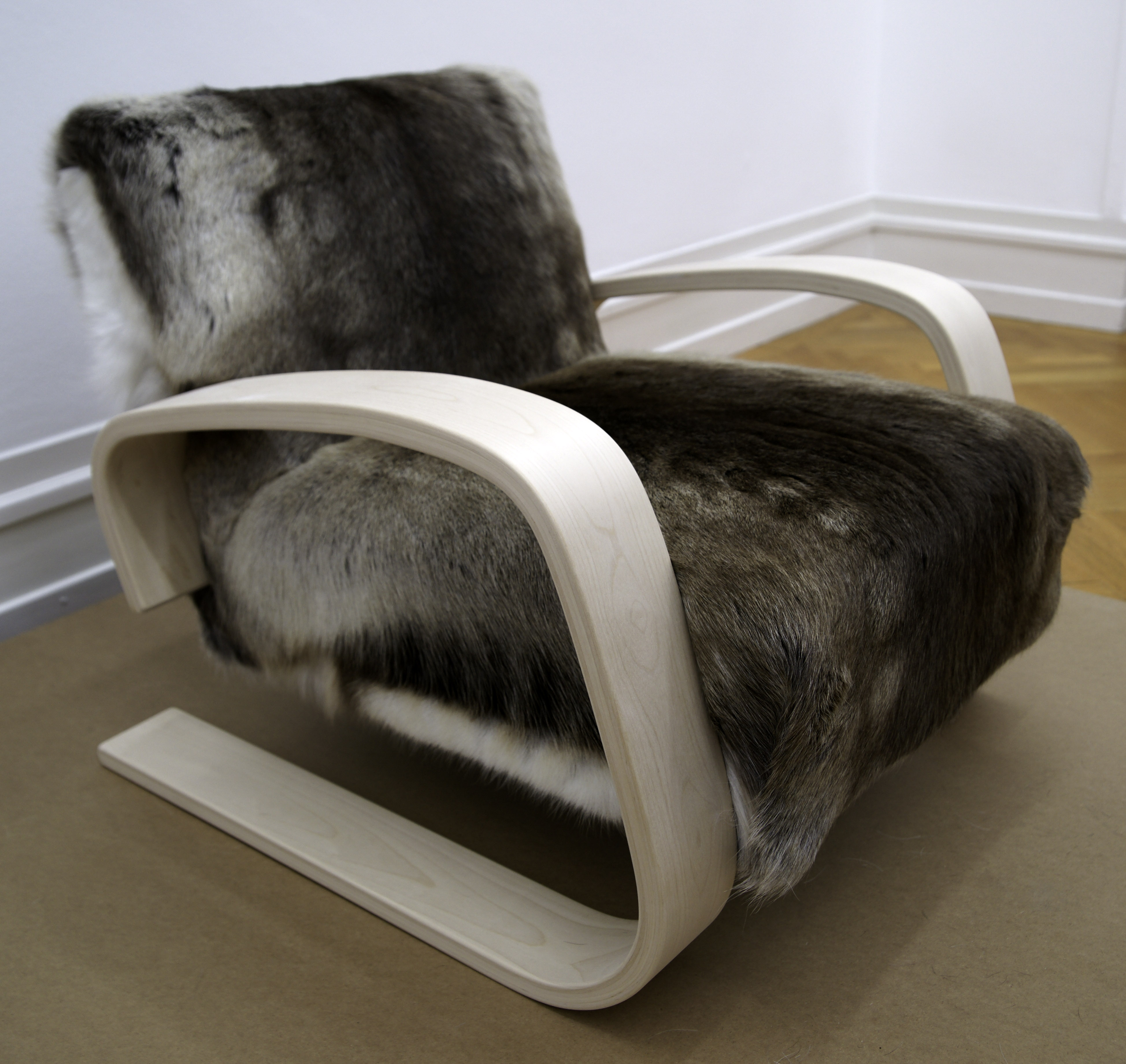
Sessel (Design Alvar Aalto, Helsinki, 1936)
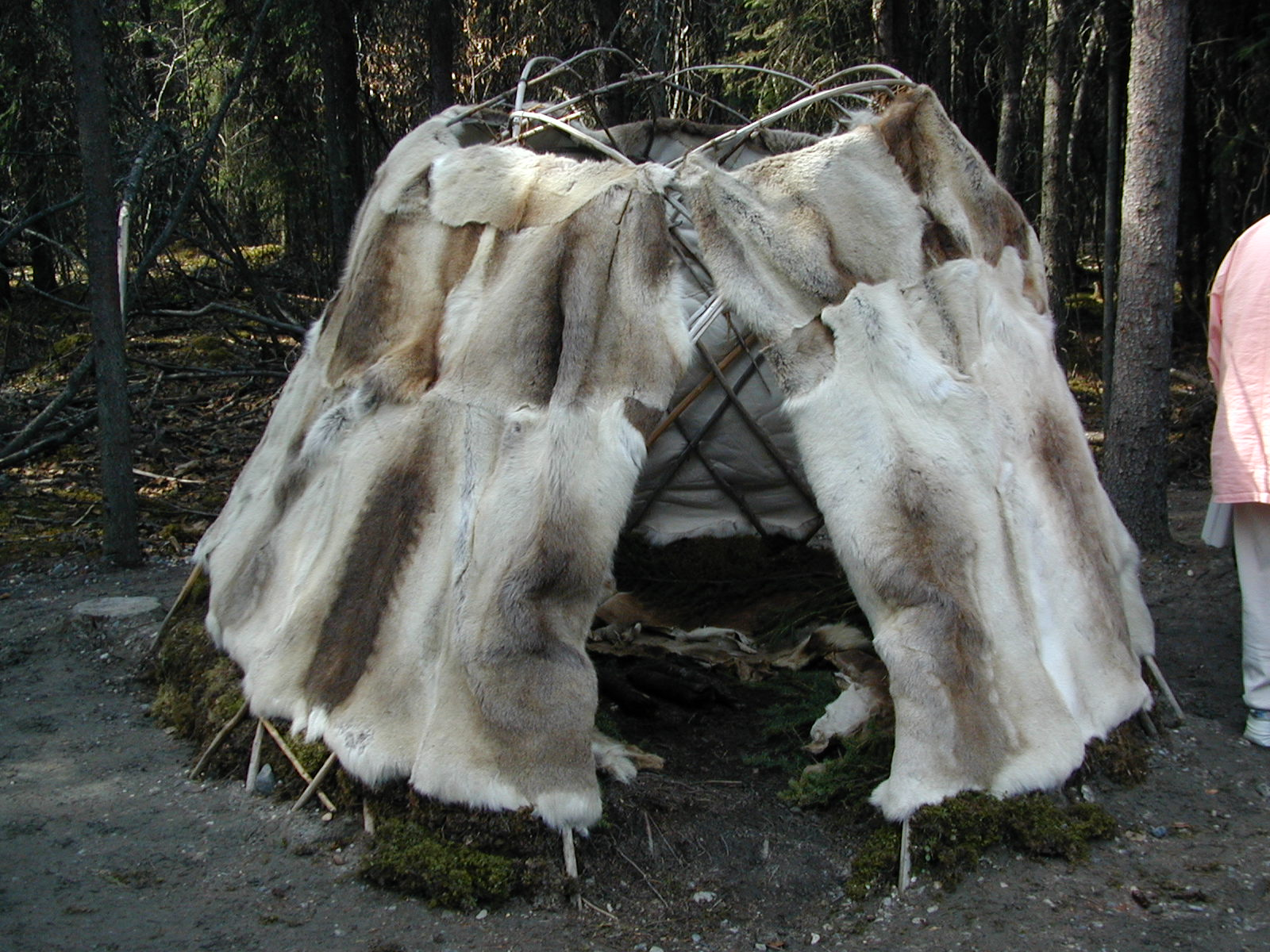
Felldecken-Verkauf (Alaska, 2012)

## Zahlen, Fakten
- 1925 schätzte der Rauchwarenhändler Emil Brass die Menge der jährlich auf den Weltmarkt gekommenen ausgewachsenen Rentierfelle auf etwa 50.000 Stück. Die Hauptmenge der Felle wurde jedoch lokal verbraucht. Der Wert der für den Handel wichtigeren Jungtierfelle (Pijiki) betrug zu der Zeit pro Stück etwa 5 bis 15 Mark (1911 = 3 bis 10 Mark). Brass wies außerdem darauf hin, dass der Milzbrand nicht selten große Verheerungen anrichtete und ganze große Herden wegraffte.[7][20]

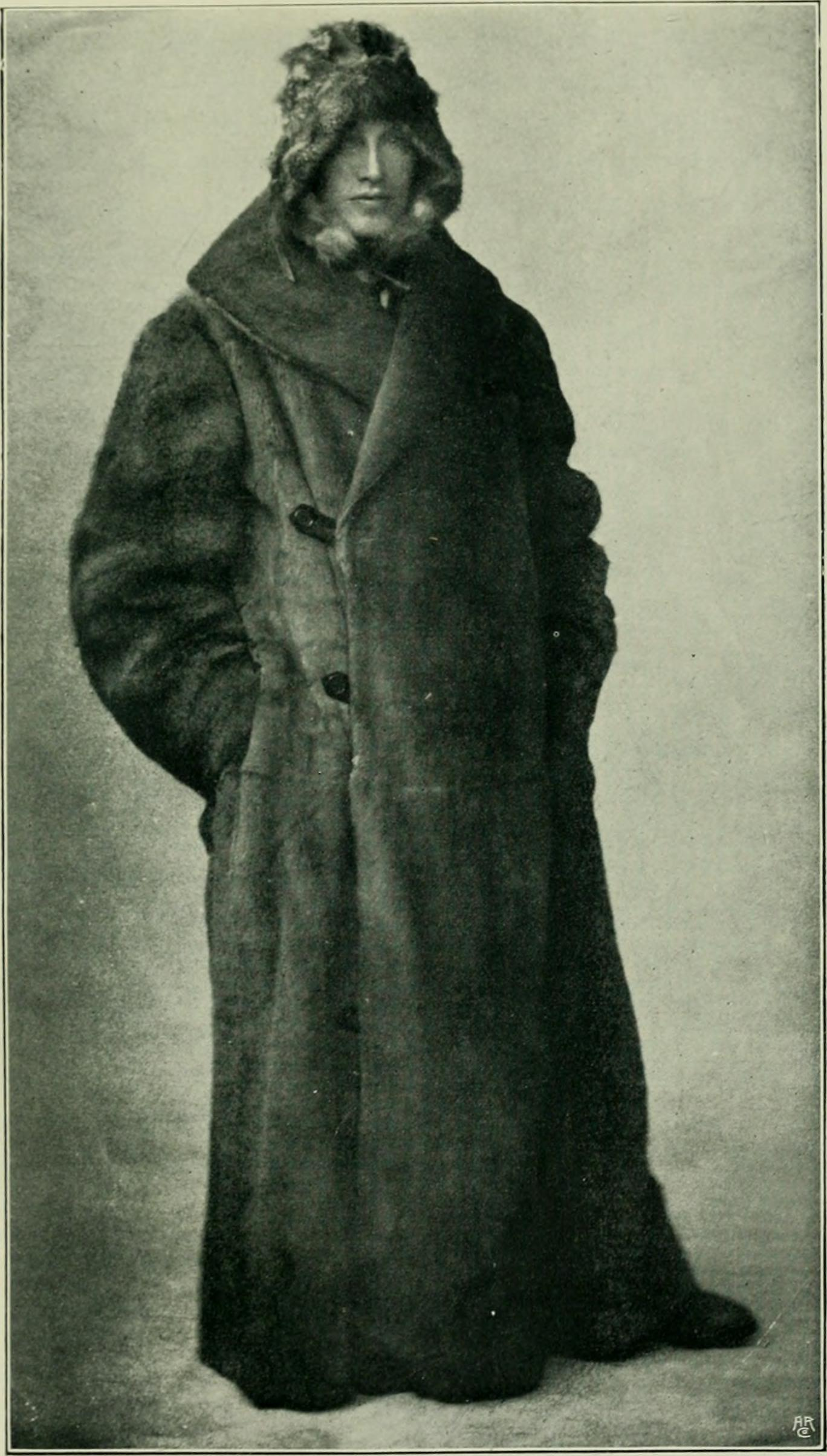
Bodenlanger Herrenmantel aus Fellen junger Rentiere (1903)

- 1956 Handelsbeschreibung für „trockene finnische Renntierfelle“:[21]

Trockene finnische Renntierfelle
Sortiment: 75% Ia, 15 % IIa, 10 % IIIa oder 70/20/10 %.
Gewicht: 1,8 kg, 1,9 kg, 2 kg per Stück BVG.
Durchschnittliche Größe: 12 bis 16 qfs.
Qualität
Ia: Die Felle sind gut abgezogen und zeigen helle Fleischseiten mit zum Teil leichtem Fettanhang; Schnittlöcher kommen nur vereinzelt vor. Renntierfelle werden gespannt getrocknet und nicht gefaltet. Sie sind vollhaarig, ohne sichtbare Narbenfehler und ziemlich gleichmäßig in der Größe, den jeweiligen Gewichten entsprechend. Es sind bis zu 10 offene Engerlinge pro Fell zulässig. 1–3 Schusslöcher ca. 20 %.
IIa: Guter Abzug, teilweise starker Fettanhang, gespannt getrocknet, stärkere Schußbeschädigung. Je nach Kontrakt 20 oder 25 offene Engerlinge pro Fell zulässig.
IIIa: Dunklere Fleischseiten, teils schrumpflige, ältere Felle, stark verschlachtet oder stark schußbeschädigt; über 20 oder 25 offene Engerlinge pro Fell zulässig. Ein Teil der 3. Sorte ist meist infolge des starken Engerlingbefalls (40–45 offene Engerlinge pro Fell) praktisch wertlos.
Matten: „Matten“ sind Felle, die von den Lappen präpariert und als Fußmatten oder Bodenbelag in ihren Behausungen verwendet werden. Nicht nur der Umstand, dass die Matte durch dauerndes Abtreten entwertet wird, sondern besonders die Präparation vermindert den Wert des Felles beträchtlich. Der Minderwert der Matten beträgt 50 %. Matten können kontraktlich von der Lieferung ausgeschlossen werden.
Breitgeschlachtete Felle: Als breitgeschlachtete Felle bezeichnet man solche, bei denen die Vorder- und Hinterschenkel ganz vorhanden sind. Felle, an welchen die Hinterschenkel fehlen, sind nicht breitgeschlachtet; für das Vorhandensein der Vorderschenkel wird von Seiten der Ablader fast nie eine Garantie gegeben.
Wenn im Kontrakt nicht ausdrücklich vereinbart wird: „% breitgeschlachtet“, so ist der Lieferant nicht verpflichtet, breitgeschlachtete Felle zu liefern Diese Klausel bezieht sich, falls nicht anders vereinbart, nur auf die Hinterschenkel.

## Anmerkung
1. ↑  Die angegebenen vergleichenden Werte (Koeffizienten) sind das Ergebnis vergleichender Prüfung durch Kürschner und Rauchwarenhändler in Bezug auf den Grad der offenbaren Abnutzung. Die Zahlen sind nicht eindeutig, zu den subjektiven Beobachtungen der Haltbarkeit in der Praxis kommen in jedem Einzelfall Beeinflussungen durch Pelzzurichtung und Pelzveredlung sowie zahlreiche weitere Faktoren hinzu. Eine genauere Angabe könnte nur auf wissenschaftlicher Grundlage ermittelt werden.

Die Einteilung erfolgte in Stufen von jeweils zehn Prozent, nur die schwächsten Arten bekamen die Wertklasse von fünf bis zehn Prozent. Die nach praktischer Erfahrung haltbarsten Fellarten wurden auf 100 Prozent gesetzt.
2. ↑  Die Angabe für ein Body erfolgte nur, um die Fellsorten besser vergleichbar zu machen. Tatsächlich wurden nur für kleine (bis etwa Bisamgröße) sowie für jeweils gängige Fellarten Bodys hergestellt, außerdem für Fellstücken. Folgende Maße für ein Mantelbody wurden zugrunde gelegt: Körper = Höhe 112 cm, Breite unten 160 cm, Breite oben 140 cm, Ärmel = 60 × 140 cm.

## Belege
1. ↑  Paul Schöps; H. Brauckhoff, Stuttgart; K. Häse, Leipzig, Richard König, Frankfurt/Main; W. Straube-Daiber, Stuttgart: Die Haltbarkeitskoeffizienten der Pelzfelle. In: Das Pelzgewerbe, Jahrgang XV, Neue Folge, 1964, Nr. 2, Hermelin Verlag Dr. Paul Schöps, Berlin, Frankfurt/Main, Leipzig, Wien, S. 56–58.
2. ↑  Paul Schöps, Kurt Häse: Die Feinheit der Behaarung - Die Feinheits-Klassen. In: Das Pelzgewerbe Jg. VI / Neue Folge, 1955 Nr. 2, Hermelin-Verlag Dr. Paul Schöps, Leipzig, Berlin, Frankfurt am Main, S. 39–40 (Anmerkung: fein (teils seidig); mittelfein (teils fein); gröber (mittelfein bis grob)).
3. ↑  Peter Gravlund, Morten Meldgaard u. a.: Polyphyletic Origin of the Small-Bodied, High-Arctic Subspecies of Tundra Reindeer (Rangifer tarandus). In: Molecular Phylogenetics and Evolution. 10, 1998, S. 151, doi:10.1006/mpev.1998.0525.
4. 1 2 3 4 5 6 7 8 9 10  
Heinrich Dathe, Paul Schöps, unter Mitarbeit von 11 Fachwissenschaftlern: Pelztieratlas. VEB Gustav Fischer Verlag Jena, 1986, S. 279–281.
5. 1 2  
Friedrich Lorenz: Rauchwarenkunde, 4. Auflage. Verlag Volk und Wissen, Berlin 1958, S. 121–122.
6. 1 2 3  
Christian Franke/Johanna Kroll: Jury Fränkel´s Rauchwaren-Handbuch 1988/89. 10. überarbeitete und ergänzte Neuauflage, Rifra-Verlag Murrhardt, S. 248–249.
7. 1 2 3 4  
Emil Brass: Aus dem Reiche der Pelze. 2. verbesserte Auflage, Verlag der „Neuen Pelzwaren-Zeitung und Kürschner-Zeitung“, Berlin 1925, S. 844–846.
8. 1 2 3 4  
Alexander Tuma: Pelz-Lexikon. Pelz- und Rauhwarenkunde. XX. Band. Verlag Alexander Tuma, Wien 1950. Stichwort „Pijiky“.
9. 1 2 3  
Friedrich Kramer: Vom Pelztier zum Pelz. Arthur Heber & Co, Berlin 1937, S. 88.
10. ↑  Alexander Tuma: Pelz-Lexikon. Pelz- und Rauhwarenkunde. XXI. Band. Verlag Alexander Tuma, Wien 1951. Stichwort „Renno“
11. ↑  Hans Damm: Die Pelze der Eskimos und sibirischen Völker. In: Das Pelzgewerbe, Beilage zur „Hermelin“-Zeitung, Heft 11/12, 1950, Hermelin-Verlag Dr. Paul Schöps, Leipzig/Berlin, S. 19.
12. ↑  
Fritz Schmidt: Das Buch von den Pelztieren und Pelzen. F. C. Mayer Verlag, München 1970, S. 378–380.
13. ↑  Jonquil Graves, Anne Gunn: Die Fauna des Nordens. In: Wolfgang R. Weber: Kanada nördlich des 60. Breitengrades. Alouette Verlag, Oststeinbek 1991, ISBN 3-924324-06-9, S. 95.
14. 1 2  Valeria Alia: Kunst und Kunsthandwerk in der Arktis. In: Wolfgang R. Weber: Kanada nördlich des 60. Breitengrades. Alouette Verlag, Oststeinbek 1991, ISBN 3-924324-06-9, S. 101–102.
15. ↑  Beau Riffenburgh: Nimrod. Berlin Verlag, Berlin 2006, ISBN 3-8270-0530-2, S. 168–169.
16. ↑  Jill Oakes, Rick Riewe: Die Kunst der Inuit-Frauen: stolze Stiefel, Schätze aus Fell. Frederking & Thaler, München 1996, ISBN 3-89405-352-6, S. 44.
17. ↑  Francis Weiss: From Adam to Madam. Aus dem Originalmanuskript Teil 2 (von 2) (ca. 1980/1990er Jahre), im Manuskript S. 178. (englisch)
18. ↑  Philipp Manes: Die deutsche Pelzindustrie und ihre Verbände 1900–1940, Versuch einer Geschichte. Berlin 1941 Band 4. Durchschrift des Originalmanuskripts, S. 397 (→ Inhaltsverzeichnis).
19. ↑  Paul Schöps u. a.: Der Materialbedarf für Pelzbekleidung. In: Das Pelzgewerbe Jg. XVI / Neue Folge 1965 Nr. 1, Hermelin-Verlag Dr. Paul Schöps, Berlin u. a., S. 7–12.
20. ↑  
Emil Brass: Aus dem Reiche der Pelze. 1. Auflage, Verlag der „Neuen Pelzwaren-Zeitung und Kürschner-Zeitung“, Berlin 1911, S. 697–699.
21. ↑  John Lahs, Georg von Stering-Krugheim: Handbuch über Wildhäute und Felle. Von der Firma Allgemeine Land- und Seetransportgesellschaft Hermann Ludwig, Hamburg (Hrsg.), Hamburg 1956, S. 213.